# 주파수 응답
주파수 응답(周波數 應答, frequency response)은 진폭이 일정한 다양한 주파수의 입력 신호가 어떤 시스템에 들어왔을 때, 어떤 응답을 내는지 측정하는 것이다. 응답의 크기는 데시벨같은 단위로 측정한다. 흔히 증폭기같은 시스템을 분석하는 데 사용한다.
주파수 응답은 어떤 시스템에 들어온 광역 주파수 신호(진폭은 일정함)에 대한 내보내는 반응의 척도이다. 일반적으로 전기적 앰프나 스피커나 유사한 시스템의 성능을 나타내는 데 사용된다. 주파수 응답은 시스템을 통과해서 나오는 반응의 크기(amplitude, dB) 위상(phase, radian)을 주파수에 대한 커브로 나타낸다.
시스템의 주파수 응답은 다음의 방법으로 측정할 수 있다.
1. 임펄스를 가한 후에 반응을 측정
2. 일정한 진폭을 가지는 단일 주파수를 변조(sweeping)하면서 입력파형과 출력파형의 진폭과 위상을 비교

## 크기 응답(magnitude response)
선형 시불변 시스템의 전달 함수 표현이 {\displaystyle H(s)}로 주어져 있다고 하자. 그러면 크기 응답 {\displaystyle M(\omega )}는 다음과 같이 주어진다.
{\displaystyle M(\omega )=|H(j\omega )|,.}
여기서 {\displaystyle j}는 허수 단위, {\displaystyle \omega }는 각주파수이다.

## 위상 응답(phase response)
마찬가지로 위상 응답 {\displaystyle P(\omega )}는 다음과 같이 주어진다.
{\displaystyle P(\omega )=\angle H(j\omega ).}

## bode plot
Bode 선도는 두개의 그래프, 즉, Bode magnitude plot과 Bode phase plot으로 나누어진다. Bode magnitude plot은 주파수(로그스케일)에 대한 전달함수의 크기(M)(dB)의 관계를 선분들로 근사화하여 그린 것이다. Bode phase plot은 주파수(로그스케일)에 대한 위상응답의 관계를 역시 선분들로 근사화하여 그린 것이다. 주파수 응답의 로그 선도(logarithmic plots of the frequency response)로도 알려져 있다.
dB=20log Scale

## 같이 보기
- 보드 선도